# ادمیلسون (بازیکن فوتبال، زاده ۱۹۶۸)
ادمیلسون (انگلیسی: Edmílson؛ زادهٔ ۱۶ آوریل ۱۹۶۸) بازیکن فوتبال اهل برزیل است.